# Jean Robert
Jean Robert (Brussel, 25 juni 1908 - Hilversum, 28 februari 1981) was een Belgische jazz-saxofonist (tenorsaxofoon en bassaxofoon, klarinettist, trompettist, bandleider en arrangeur. Coleman Hawkins noemde hem "de beste improvisator  op tenorsaxofoon in Europa".
Toen hij negentien was speelde Robert bij het orkest van Peter Packay, waarmee hij tevens opnames maakte. Hij was actief in de bigband van Charles Remue (opnames in 1929) en Gus Deloof (opnames in 1931). Rond 1932 begon Robert een eigen groep, The Atlanta Band, waarin onder andere Jean Omer speelde. Later dat decennium speelde hij met verschillende grote Belgische swing-bands, waaronder dat van Robert de Kers en Omer. Robert speelde tevens in Nederland, bij het orkest van Henk Bruyns en de groep van Freddie Bierman. In 1938 speelde Robert met zijn groep in Zwitserland en, aan het eind van dat jaar, drie maanden in Negro Palace in Amsterdam als lid van het trio van de Amerikaanse pianist Freddy Johnson. In Negro Palace speelde hij daarna af en toe in het trio van Coleman Hawkins, als deze saxofonist verstek moest laten gaan. Hij speelde in Brussel in Omer's club Le Boeuf Sur Le Toit als lid van diens orkest. In 1939 speelde hij met pianist Eddie Oliver. In de jaren veertig maakte Robert opnames onder eigen naam, alsook als sideman in een groep van Deloof. Tijdens de oorlog stond hij verschillende keren met Omer's orkest in Berlin Delphi Palast, ook speelde hij af en toe in een Duits orkest Na de oorlog stond Robert weer in de heropende club van Omer, hoewel niet meer als swingmuzikant omdat de koers gewijzigd was. Verder werkte hij in Frankrijk met Maurice Chevalier. In de jaren zestig verhuisde hij naar Nederland en was hij actief als freelance-arrangeur voor omroepen. Hij werkte hier voor bijvoorbeeld Charlie Nederpelt en Piet Zonneveld.